# La chimera
La chimera (dt.: „Die Chimäre“) ist ein Spielfilm von Alice Rohrwacher. Das Drama spielt in den 1980er-Jahren und thematisiert einen Kunstraub in Italien. Die Hauptrolle übernahm Josh O’Connor. Es handelt sich um den letzten Teil einer Filmtrilogie über die Situation auf dem Land, die die Regisseurin mit Land der Wunder (2014) und Glücklich wie Lazzaro (2018) begonnen hatte.
Die europäische Koproduktion zwischen Italien, Frankreich und der Schweiz wurde im Mai 2023 bei den Filmfestspielen in Cannes uraufgeführt.

## Handlung
Im Italien der 1980er-Jahre verdient sich eine Bande von ländlichen Grabräubern (tombaroli) ihren Lebensunterhalt mit dem Raub etruskischer Grabbeigaben. Ihr Anführer ist der Engländer Arthur, der die unterirdischen Grabkammern mit einer Wünschelrute aufspüren kann. Sie verkaufen die Funde an den im Verborgenen bleibenden Spartaco. Zu Beginn des Filmes wird Arthur aus dem Gefängnis entlassen, zwischenzeitlich ist seine Geliebte Benjamina gestorben, und er sucht ihre Mutter Flora auf, bei der er auch ihre untalentierte Gesangsschülerin Italia kennen lernt - die beiden werden sich im Laufe des Filmes langsam näherkommen. Als die Grabräuber unterhalb eines Wärmekraftwerks ein bisher noch ungestörtes (nicht bereits geplündertes) etruskisches Heiligtum mit einer vollständig erhaltenen „Göttin der Tiere“ finden, werden sie von vermeintlichen Carabinieri gestört, die sich als Spartacos Leute herausstellen, welche die Göttin mit einem Baukran bergen. In der Folge bietet Spartaco, die sich als blondierte Businessfrau entpuppt, die Göttin auf einem Schiff interessierten Sammlern und Museumskuratoren zum Kauf an. Der Statue fehlt allerdings der Kopf, den ihr die tombaroli in der Höhle wegen des leichteren Transports abgeschlagen hatten. Während die tombaroli Spartaco den Kopf verkaufen wollen, schleudert Arthur den Kopf, der ihn an seine verstorbene Geliebte erinnert, in den Seegrund. Zum Schluss wird Arthur von Spartacos Leuten in eine vermeintliche Grabkammer gelockt, deren Eingang sie verschließen. Verzweifelt findet er einen roten Faden, dann ein kleines Loch, durch das Licht in die Höhle fällt, und sieht am auf der anderen Seite seine - verstorbene? -Geliebte Benjamina.

## Entstehungsgeschichte

### Inspiration und Drehbuch

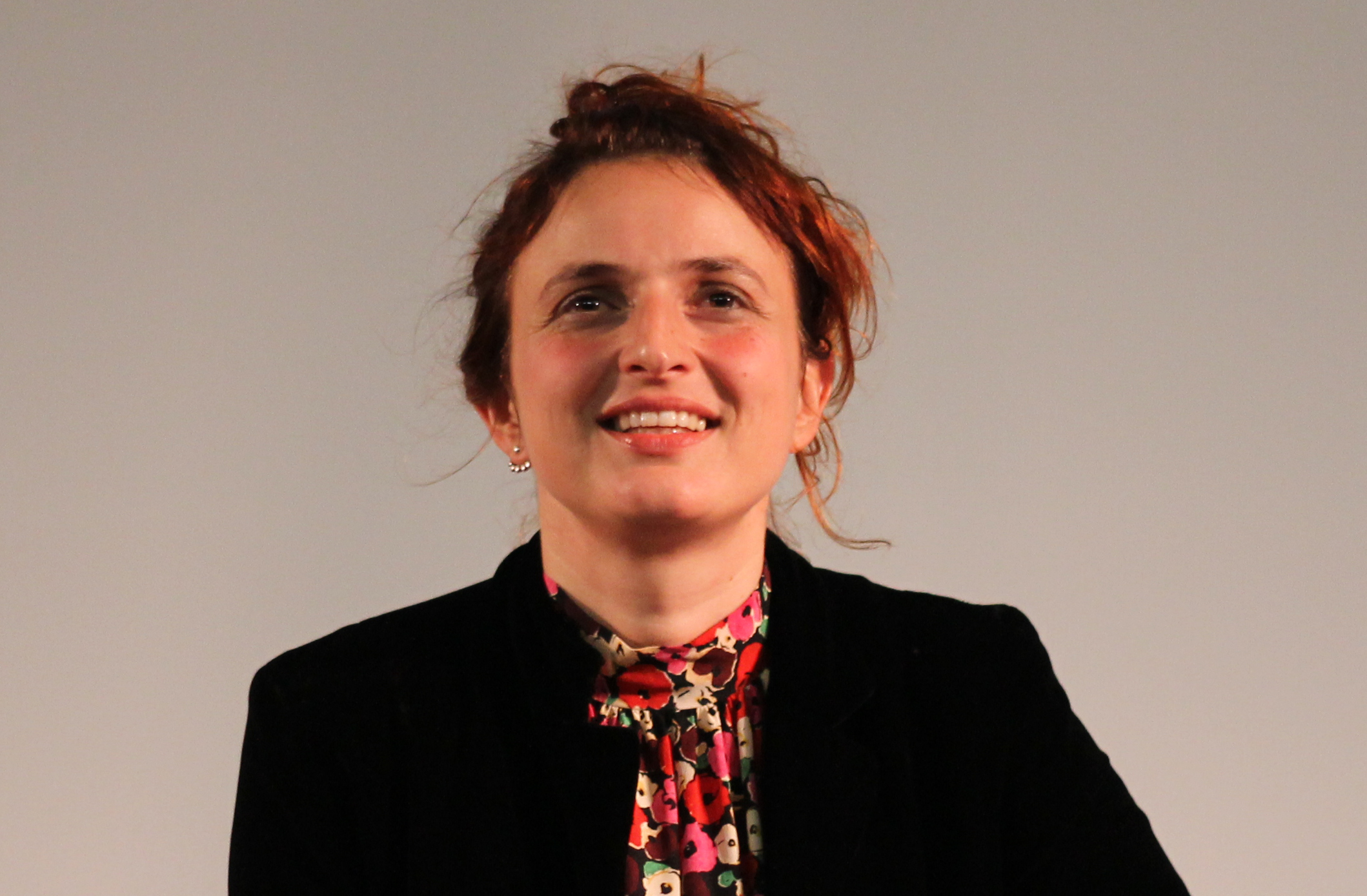
Alice Rohrwacher (2019)

La chimera ist der vierte Spielfilm der preisgekrönten italienischen Regisseurin Alice Rohrwacher, für den sie auch das Drehbuch verfasste. Es handelt sich um den letzten Teil einer unbetitelten Filmtrilogie über die Situation auf dem Land, die sie mit Land der Wunder (2014) und Glücklich wie Lazzaro (2018) begonnen hatte. Alle drei Filme vereine die Frage „Was tun mit der Vergangenheit?“, so Rohrwacher. Der Filmtitel nimmt Bezug auf das gleichnamige mythologische Mischwesen. Rohrwacher interpretiert die Schimäre „als etwas, das wir erreichen wollen, dem wir aber immer wieder entkommen, ein Tier, das verschiedene Formen annimmt und das wir nicht fassen können“. Sie arbeitete seit 2016 an dem Filmprojekt. Als Vorbereitung führte sie Gespräche mit Grabräubern in der Toskana, Archäologen und Strafverfolgungsbehörden. Ein weiteres Motiv im Film ist die Beziehung des Menschen zum Jenseits, zu Verstorbenen und zur Vergangenheit. Rohrwacher wollte, wie schon in ihren früheren Filmen, „etwas sehr Tragisches auf lustige Weise zu erzählen“.

### Filmstab, Besetzung und Dreharbeiten

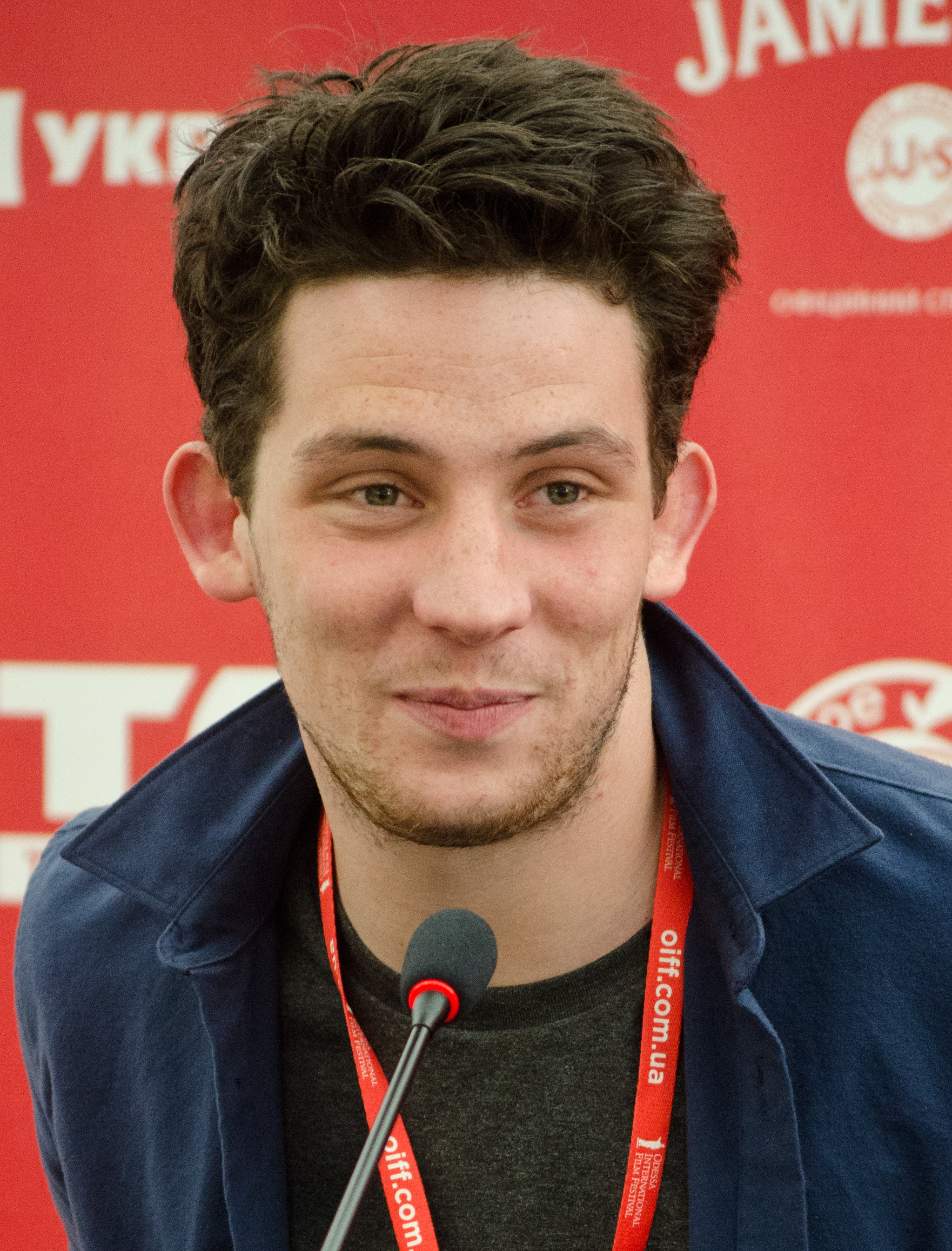
Josh O’Connor übernahm die Hauptrolle des Arthur

Erstmals in ihrer Karriere bestand Rohrwacher auf einer internationalen Besetzung. Sie verpflichtete für die Hauptrolle den britischen Schauspieler Josh O’Connor als jungen Archäologen Arthur. Ebenfalls zum Schauspielensemble gehörten Isabella Rossellini als frühere Opernsängerin und die Brasilianerin Carol Duarte. Vincenzo Nemolato übernahm den Part eines Grabräubers (italienisch tombaroli). Mit ihrer Schwester Alba hatte Rohrwacher bereits in der Vergangenheit zusammengearbeitet. Sie erhielt die Rolle einer internationalen Kunstschmugglerin.
Die Dreharbeiten waren ursprünglich für den Winter 2021/22 geplant, tatsächlich fanden sie ab Februar 2022 in der italienischen Region Latium (Tarquinia und Blera) sowie in der südlichen Toskana statt. Dabei vertraute Rohrwacher auf langjährige Weggefährten wie Hélène Louvart (Kamera), Nelly Quettier (Schnitt), Emita Frigato (Szenenbild), Loredana Buscemi (Kostüme), Giorgio Gasparini (Organisation) und Carlo Cresto-Dina (Filmproduktion). Die spektakuläre Eröffnungssequenz entstand in Montalcino entlang der Bahnstrecke Asciano–Monte Antico und in den Weilern Monte Amiata Scalo und Torrenieri. La chimera wurde von der Gesellschaft tempesta in Zusammenarbeit mit Rai Cinema produziert. Ebenfalls als Koproduzenten waren die schweizerische Amka Films Productions und die französische Ad Vitam sowie Arte France Cinéma an dem Filmprojekt beteiligt. Vonseiten der Schweiz wurde Rohrwachers Film von Radiotelevisione Svizzera, aus Frankreich vom Cinéma du Monde Fund des staatlichen Centre national du cinéma et de l’image animée (CNC) unterstützt.
Die internationalen Verwertungsrechte für La chimera wurden im Mai 2022 beim Filmfestival von Cannes angeboten. Die Gesellschaft Neon sicherte sich die Rechte für den Vertrieb in Nordamerika.

## Veröffentlichung und Rezeption
Die Uraufführung erfolgte am 26. Mai 2023 bei den Filmfestspielen in Cannes, wo der Film eine Einladung in den internationalen Wettbewerb erhalten hatte. La chimera wurde in die Programme zahlreicher weiterer internationaler Festivals aufgenommen.
Am 23. November 2023 kam der Film im Verleih von der Gesellschaft 01 Distribution in die italienischen Kinos. In Deutschland wurde La chimera als Eröffnungsfilm des im Dezember stattfindenden Festivals Around the World in 14 Films ausgewählt. Ein regulärer deutscher Kinostart erfolgte am 11. April 2024 im Verleih von Piffl Medien.
Bei der internationalen englischsprachigen Filmkritik fand La chimera überwiegend Anklang. Von den auf der Website Rotten Tomatoes nach der Premiere aufgeführten über 40 Kritiken sind 91 Prozent positiv („fresh“). Dies führt zu einer Durchschnittswertung von 7,9 von 10 möglichen Punkten. Das Fazit der Seite lautet: „Wenn La Chimera ein wildes, unwahrscheinliches Unterfangen ist, ist diese wunderbare und magische Geschichte von Alice Rohrwacher ein Traum, den man sich nicht entgehen lassen sollte“. Auf der Website Metacritic erhielt das Werk eine Bewertung von 86 von 100 möglichen Punkten, basierend auf einem Dutzend ausgewerteten englischsprachigen Kritiken. Dies entspricht einhelligem Beifall („universal acclaim“).

## Auszeichnungen
Für La chimera erhielt Rohrwacher nach 2014 und 2018 ihre dritte Einladung in den Wettbewerb um die Goldene Palme, den Hauptpreis des Filmfestivals von Cannes. Das Werk blieb dort unprämiert. Es folgten zahlreiche weitere internationale Festivaleinladungen und mehrere gewonnene Preise.
| Festival / Filmpreis (Auswahl)       | Kategorie                                           | Resultat   | Preisträger/ Nominierte                                                              |
| ------------------------------------ | --------------------------------------------------- | ---------- | ------------------------------------------------------------------------------------ |
| Filmfestival von Bergen 2023         | Cinema Extraordinaire                               | Nominiert  | Alice Rohrwacher                                                                     |
| British Independent Film Awards 2024 | Bester internationaler Independentfilm              | Nominiert  | Alice Rohrwacher                                                                     |
| Filmfestival von Cannes 2023         | Goldene Palme – Bester Film                         | Nominiert  | Alice Rohrwacher                                                                     |
| Filmfestival von Chicago 2023        | Gold Hugo – Bester Film                             | Nominiert  | Alice Rohrwacher                                                                     |
| Filmfestival von Chicago 2023        | Silver Hugo – Beste Kamera                          | Gewonnen   | Hélène Louvart                                                                       |
| Filmfestival von Chicago 2023        | Silver Hugo – Bestes Schauspielensemble             | Gewonnen   | Josh O’Connor, Isabella Rossellini, Alba Rohrwacher, Carol Duarte, Vincenzo Nemolato |
| Europäischer Filmpreis 2023          | Bester Darsteller                                   | Nominiert  | Josh O’Connor                                                                        |
| Europäischer Filmpreis 2023          | Bestes Szenenbild                                   | Gewonnen   | Emita Frigato                                                                        |
| Goldener Hahn 2023                   | Bester internationaler Film                         | Ausstehend | Alice Rohrwacher                                                                     |
| Jerusalem Film Festival 2023         | Nechama Rivilin Award – Bester internationaler Film | Nominiert  | Alice Rohrwacher                                                                     |
| Manaki Brothers Film Festival 2023   | Beste Kamera                                        | Nominiert  | Hélène Louvart                                                                       |
| Filmfestival von Montclair 2023      | Bester Spielfilm                                    | Nominiert  | Alice Rohrwacher                                                                     |
| National Board of Review Awards 2023 | Top Five internationale Filme                       | Gewonnen   | k. A.                                                                                |
| Filmfestival von Valladolid 2023     | Goldene Ähre – Bester Film                          | Nominiert  | Alice Rohrwacher                                                                     |
| Filmfestival von Valladolid 2023     | Silberne Ähre                                       | Gewonnen   | Alice Rohrwacher                                                                     |